# Radolfzeller Aach
Die Radolfzeller Aach (auch Hegauer Aach) ist ein 32 Kilometer langer, rechter bzw. nördlicher Nebenfluss des Rheins im Süden von Baden-Württemberg in Deutschland. Der Fluss entspringt als Karstquelle in Aach im 475 m ü. NHN gelegenen Aachtopf, der wasserreichsten Quelle Deutschlands.

## Name
Im Hochmittelalter ist der Name Murg für die Radolfzeller Aach nachweisbar. Dieser Name ist bei der ansässigen Bevölkerung heute völlig unbekannt.

## Geographie

### Aachtopf

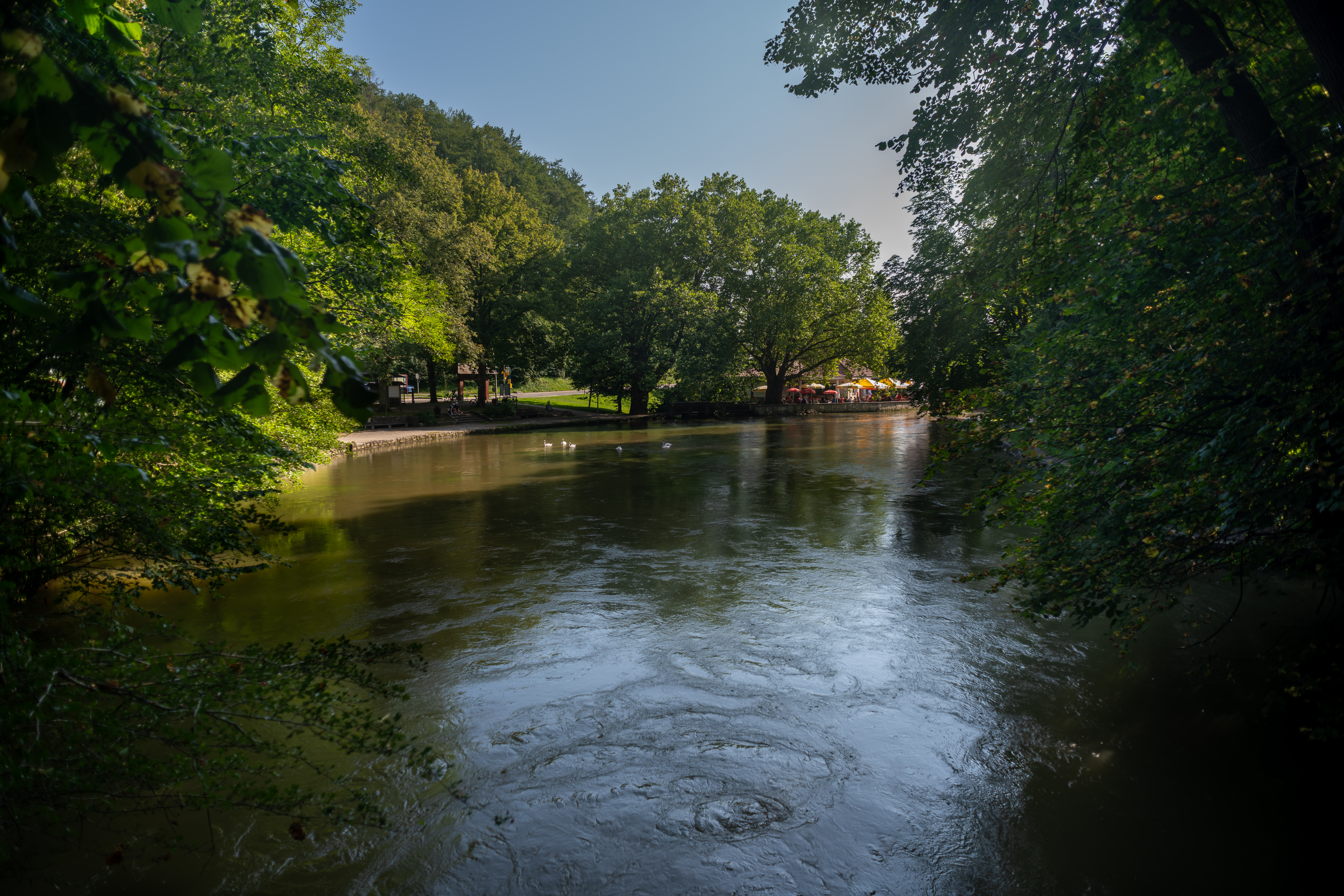
Aachtopf

Der Aachtopf, auch Aachquelle, ist die wasserreichste Karstquelle Deutschlands.
Das Wasser der Aach kommt aus einer 18 Meter tiefen unterirdischen Karsthöhle und stammt zu etwa zwei Drittel aus den Donauversinkungen zwischen Immendingen und Möhringen sowie bei Fridingen.

### Verlauf
Nach ihrem Ursprung durchfließt sie als Hegauer Aach den Hegau und zahlreiche Naturschutzgebiete. Sie fließt erst in südlicher Richtung auf die Stadt Singen (Hohentwiel) zu, kurz vor der sie ihren längsten Zufluss Saubach von rechts aufnimmt, durchläuft die Stadt südwärts und wird dabei von der Scheffelbrücke gequert. Danach in Rielasingen-Worblingen wendet sie sich nach Osten, sie wird dort inzwischen Radolfzeller Aach genannt. Der Unterlauf verläuft auf den letzten sechs Kilometern im Naturschutzgebiet Radolfzeller Aachried. Sie mündet mit einer mittleren Abflussmenge von zehn Kubikmetern pro Sekunde als viertgrößter Zufluss in den Bodensee. Die Mündung befindet sich zwischen Radolfzell am Bodensee und Moos im Nordwestteil des Untersees, dem Zeller See.

### Einzugsgebiet
Die Radolfzeller Aach entwässert ein oberflächliches Einzugsgebiet von 261 km². Rechnet man das unterirdisch anschließende Einzugsgebiet des Aachtopfs dazu, also insbesondere das Einzugsgebiet der Donau vor der Donauversinkung, entwässert sie an den Vollversickerungstagen der Donau ein Einzugsgebiet von etwa 1.560 km².

### Ortschaften
An der Radolfzeller Aach liegen die Ortschaften Aach, Volkertshausen, Beuren an der Aach, die Friedinger Riedmühle, Hausen an der Aach, Singen (Hohentwiel), Rielasingen-Worblingen, Bohlingen und der Radolfzeller Gemeindeteil Rickelshausen.

## Hydrologie
In früheren Zeiten wurde die Wasserkraft der schnell fließenden Radolfzeller Aach für viele Mühlen verwendet. Heute befinden sich mehrere Wasserkraftwerke an ihren Ufern. Renaturierungsmaßnahmen gibt es zum Beispiel in Beuren an der Aach, wo vor dem Singener Ortsteil ein Sedimentfang eingerichtet wurde, um Sedimente und Kies, die der Fluss mit sich führt, aufzufangen. Erste Überlegungen, das Sediment oberhalb Volkertshausen wieder dem Fluss zuzuführen, wurden aufgegeben.

## Fauna
An der Radolfzeller Aach lassen sich mehrere bedrohte Wasservogelarten finden, unter anderem Bekassinen, Bruchwasserläufer und Waldwasserläufer. Im Mündungsgebiet hat sich 1998 nach 200 Jahren erstmals wieder der Biber niedergelassen. Gewässermorphologisch gehört die Radolfzeller Aach zur unteren Forellen- und Äschenregion. Leitfischart in der Aach ist die Bachforelle, da die Äsche durch ihre geringe Scheu dem Fraßdruck der großen Kormorankolonie im Radolfzeller Aachried stärker ausgesetzt ist. Außerdem gibt es noch größere Bestände der gefährdeten Fischarten Bachneunauge und Groppe, die geschützt am Grund leben. Im Unterlauf kommen auch andere Fischarten aus dem Bodensee hinzu.

## Sport und Freizeit

### Wassersport
Wegen der starken Schüttung der Aachquelle ist die Radolfzeller Aach ganzjährig für Kanus befahrbar. Der Abschnitt Aachbad Singen bis Bohlingen ist jedoch aufgrund von vielen Wasserableitungen und starker Industrialisierung nicht empfehlenswert. Der Unterlauf im Naturschutzgebiet ist ganzjährig für Wassersport gesperrt.

### Flusserlebnispfad

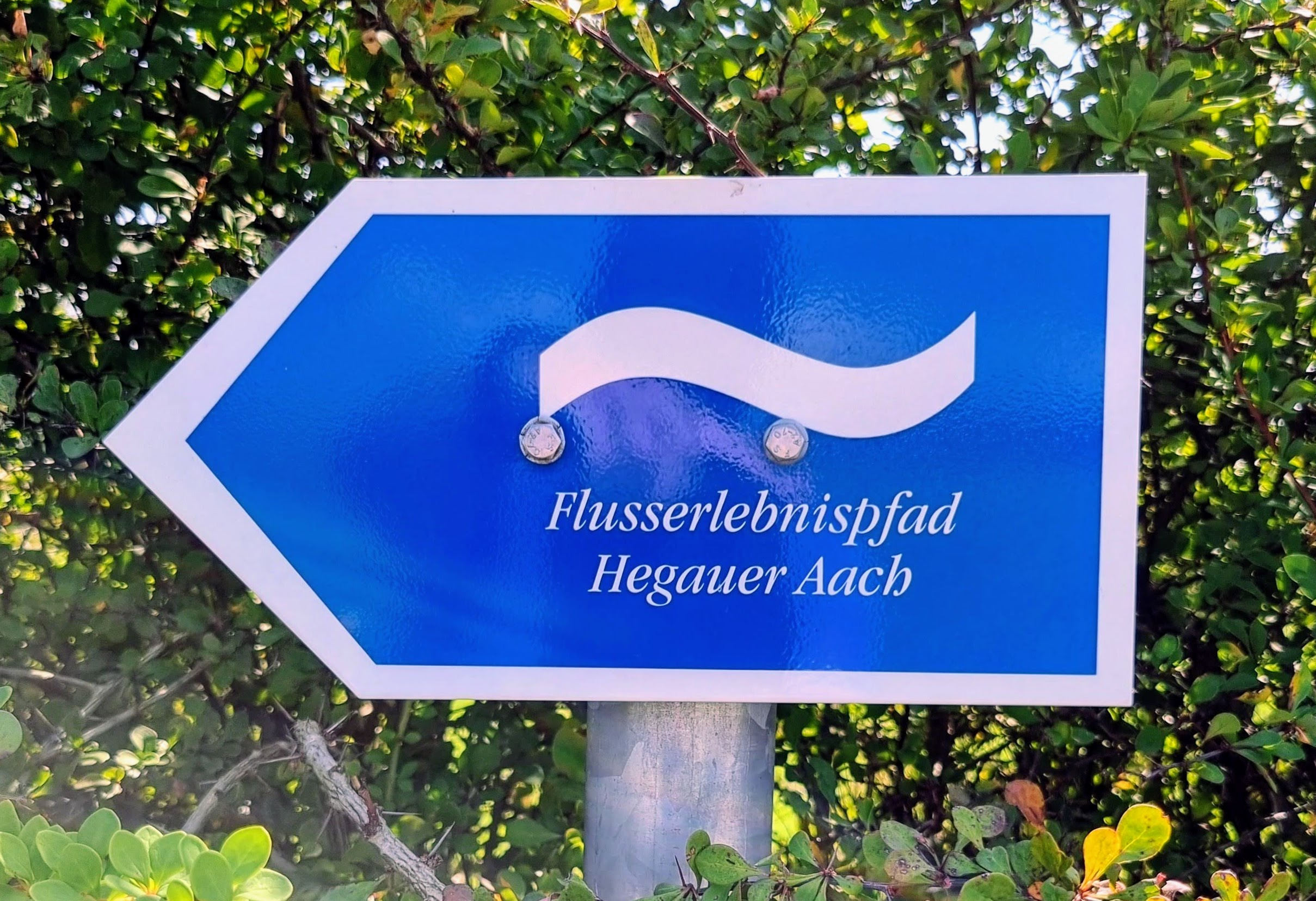
Radwanderweg
Erlebnispfad Hegauer Aach

Entlang der Aach verläuft der Flusserlebnispfad Hegauer Aach, ein rund 35 Kilometer langer Radwanderweg zwischen Aachtopf und Mündung der Aach in den Bodensee.
Am Weg sind Tafeln aufgestellt, die Informationen zum Verlauf und Nutzung (Mühlen, Wasserkraftwerk) der Aach, der Natur und der Geschichte der Region (Geschichtspfad Singen) vermitteln.